# Bijeli Gelao jezik
Bijeli gelao jezik (ISO 639-3: giw; isto i jugozapadni gelao, telue, tú du, white gelao, southwestern gelao, gelao blanc, gelao blanco), tajski jezik skupine kadai, kojim govori svega 20 ljudi (2002 J. Edmondson) iz plemena Bijeli Gelao u vijetnamskoj provinciji Yen Minh.
Bjelogelaoski s još četiri jezika pripada podskupini ge-chi. U Vijetnamu imaju status priznate nacionalnosti.

## Vanjske poveznice
- Ethnologue (14th)
- Ethnologue (15th)
- The Gelao, White Language